# Carroll Baker
Carroll Baker (født 28. maj 1931) er en pensioneret amerikansk teater-, filmskuespiller og forfatter.
Hun er først og fremmest kendt i rollen som Baby Doll Meighan fra filmen Baby Doll fra 1956, hvilket resulterede i en nominering til en Oscar for bedste kvindelige hovedrolle. Baker vandt 1957 en Golden Globe for den rolle, samt hendes rolle i Giganten i kategorien "bedste nykommer".
Efter en række Hollywood-film i 1950'erne og 1960'erne flyttede hun til Rom og spillede i italienske film i årene 1967-1976. Hun spillede igen i amerikanske film og tv-serier. I 2003 gik hun på pension, men har i mindre omfang været aktiv om arrangementer vedrørende film og dokumentarfilm.
Hun har en stjerne på Hollywood Walk of Fame på 1725 Vine Street.

## Filmografi
- 1953 – Fest i Florida
- 1956 – Giganten
- 1956 – Baby Doll
- 1958 – Det store land
- 1961 – Bridge to the Sun
- 1961 – Something Wild
- 1962 – Vi vandt vesten
- 1964 – Indianerne
- 1964 – De ubændige
- 1965 – Sylvia
- 1965 – The Greatest Story Ever Told
- 1968 – Angstens Timer
- 1987 – Jernurt
- 1990 – Strømer i børnehaveklassen
- 1997 – The Game